# Леонид Комаров
Леонид Александрович Комаров (фин. Leonid Aleksandrovitš Komarov; рус. Леонид Александрович Комаров; 23. јануар 1987, Нарва, СССР) професионални је фински хокејаш на леду руског порекла који игра на позицији крилног играча.
Тренутно игра за екипу Торонто Мејпл Лифса у Националној хокејашкој лиги (НХЛ) (од сезоне 2014/15).
Са сениорском репрезентацијом Финске освојио је златну медаљу на Светском првенству 2011. у Словачкој, те сребро на СП 2014, односно бронзу на ЗОИ 2014. у Сочију.

## Каријера
Леонид Лео Комаров рођен је 23. јануара 1987. у граду Нарви у тадашњој Естонској ССР. Као петогодишњи дечак преселио се са родитељима у Финску, у градић Никарлеби где је његов отац Александар, такође хокејаш по занимању потписао уговор са локалним клубом. Како је његов отац пореклом Карел, цела породица је стекла аутоматско право да се стално насели у Финској.
Поред финског Комаров поседује и руски пасош, а течно говори руски, фински, шведски и енглески језик.
Играчку каријеру и започео је у финским тимовима, а први професионални уговор потписао је са екипом Есета из Порија са којом је већ током дебитантске сениорске сезоне 2005/06. стигао до финала националног плеј-офа. У лето 2006. на улазном драфту НХЛ лиге као 180. пика у 6. рунди одабрала га је екипа Мејпл Лифса из Торонта. Потом је наредне сезоне играо за екипу Пеликанса из Лахтија, такође у финском првенству.
У мају 2009. прелази у редове московског Динама са којим је у сезони 2011/12. освојио пехар Гагариновог купа. 
Једногодишњи уговор са НХЛ лигашем из Торонта вредан 1,2 милиона америчких долара потписује у мају 2012. године, а зарад бржег привикавања на амерички систем игре јесењи део сезоне 2012/13. провео је у АХЛ филијали Лифса Торонто Марлисима. Прву НХЛ утакмицу одиграо је 19. јануара 2013, а први погодак постигао је на утакмици против Монтреал Канадијанса играној 9. фебруара.
Желећи да се наметне селектору националне репрезентације за наступ на ЗОИ 2014. у Сочију, а због слабије минутаже у екипи из Торонта, одлучује да се у сезони 2013/14. врати у Европу, у редове московског Динама са којим је потписао једногодишњи уговор. Током те сезоне у КХЛ лиги одиграо је укупно 59 утакмица уз учинак од 15 голова и 23 асистенције, именован је за заменика капитена тима, а на крају сезоне уврштен је и у идеалну поставу првенства. 
По окончању сезоне у Русији, 1. јула 2014. потписује четворогодишњи уговор са Мејпл Лифсима вредан 2,9 милиона америчких долара по сезони.

### Репрезентативна каријера
Као држављанин Финске и Русије, Лео Комаров је имао право да наступа за обе селекције, а одлучио се за Финску. За репрезентацију Финске дебитовао је на светском првенству за играче до 20 година 2006. на којем је освојио бронзану медаљу. Већ следеће године именован је за капитена националног тима у истој узрасној селекцији. 
За сениорску репрезентацију на великој сцени дебитовао је на Светском првенству 2009. на којем је Финска освојила тек 5. место. Највећи успех са националним тимом остварио је на СП 2011. у Словачкој где је освојио златну медаљу и титулу светског првака. На том турниру Комаров је одиграо свих 8 утакмица, а уписао је и две асистенције. Током 2014. прво је учествовао на Зимским олимпијским играма у Сочију где је освојио бронзану, а потом и сребрну медаљу на СП у Минску.